# Len Fisher
Leonard Ross Fisher OAM (nascido em 1942), mais conhecido como Len Fisher, é um físico australiano, pesquisador sênior e visitante da Universidade de Bristol. Ele é conhecido por sua pesquisa sobre tópicos do dia-a-dia, como a maneira ideal de  molhar um biscoito e o uso ideal de queijo em um sanduíche de queijo.

## Educação
Fisher recebeu um BSc em química e matemática pura, e um MSc em química de radiação da Universidade de Sydney. Ele tem um PhD em física de superfícies pela Universidade de Nova Gales do Sul.

## Carreira
Fisher é um pesquisador sênior e visitante na escola de física da Universidade de Bristol desde 1992.

### Pesquisa
Em 1998, Fisher publicou um estudo sobre a maneira ideal de molhar um biscoito. O estudo concluiu que 10 vezes mais sabor é liberado de um biscoito se ele for mergulhado em uma bebida quente. Esta pesquisa foi financiada pela McVities.
Em 2000, Fisher estudou a absorção de molho por um jantar assado. Ele descobriu que 700 mil litros de molho são desperdiçados todas as semanas no Reino Unido quando é derramado na comida e não é consumido. Ele também calculou um índice de absorção do molho e publicou um conjunto de regras para maximizar a absorção do molho pelos alimentos. Dando continuidade a esse trabalho, em 2001, ele pesquisou o melhor pão para absorver o molho, concluindo que a ciabatta absorve mais.
Em 2003, Fisher produziu um relatório para o British Cheese Board, intitulado "Optimum Use of Cheese in a Cheese Sandwich" (lit. "Uso Ideal de Queijo em um Sanduíche de Queijo"). Ele descobriu que a espessura ideal para o recheio de um sanduíche de queijo depende do tipo de queijo usado e que o sanduíche deve ser feito com um pouco de manteiga ou margarina para realçar o sabor do queijo. Esta pesquisa foi criticada por ser 'frívola'.

## Publications
- How to Dunk a Doughnut: The Science of Everyday Life (2002)
- Weighing the Soul: The Evolution of Scientific Ideas (2004)
- Rock, Paper, Scissors: Game Theory in Everyday Life (2008)[14]
- The Perfect Swarm: The Science of Complexity in Everyday Life (2009)[15]
- Crashes, Crises and Calamities: How We Can Use Science to Read the Early-Warning Signs (2011)

## Prêmios
Fisher foi agraciado com o Prêmio IgNobel de Física, em 1999, por calcular a maneira ideal de molhar um biscoito. Em 2004, Fisher foi nomeado o Escritor Científico do Ano pelo Instituto Americano de Física por How to Dunk a Doughnut: The Science of Everyday Life (lit. "Como Molhar uma Rosquinha: A Ciência da Vida Cotidiana"). Em 2019, Fisher foi premiado com a Medalha da Ordem da Austrália por sua contribuição à ciência.